# Spinther arcticus
Spinther arcticus är en ringmaskart som först beskrevs av Michael Sars 1851.  Spinther arcticus ingår i släktet Spinther och familjen Spintheridae. Arten är reproducerande i Sverige. Inga underarter finns listade i Catalogue of Life.